# Wietlica samicza
Wietlica samicza (Athyrium filix-femina) – gatunek paproci z rodziny wietlicowatych (Athyriaceae). Występuje w Europie, umiarkowanej części Azji, północnej Afryce i Ameryce Północnej. W Polsce gatunek jest pospolity niemal w całym kraju (lokalnie bywa rzadszy, np. w północnej części województwa mazowieckiego). Roślina uprawiana jest jako ozdobna w setkach odmian różniących się modyfikacjami blaszki liściowej.

## Morfologia
PokrójBylina z podziemnym, rozgałęzionym kłączem, z którego co roku wyrasta wiele pionowo rozwiniętych liści od 30 do 100 cm wysokości.
LiścieJasnozielone liście wyrastają lejkowato zebrane w rozetki na poziomym kłączu. Ogonek liściowy krótki, żółtawy lub czerwonawy, z plewiastymi łuskami. Blaszki podwójnie lub potrójnie pierzaste, krótkoogonkowe, o zarysie długolancetowatym. Odcinki pierwszego rzędu przeważnie skrętoległe, po obu stronach mają do 30 do 60 równowąskich odcinków drugiego rzędu od pierzastodzielnych do piłkowanych. Nasada blaszki często niesymetryczna, najniższy średni odcinek większy i równoległy do osadki. Liście zarodnikowe nie różnią się od liści płonnych.
ZarodnikiKupki zarodni podługowate pokryte delikatną zawijką trwałą, ułożone na dolnej stronie odcinków w dwóch rzędach wzdłuż nerwu głównego. Zarodniki dojrzewają między lipcem a wrześniem.
Gatunek podobnyW okresie dojrzewania zarodni jest łatwa do odróżnienia od wietlicy alpejskiej, która ma kupki zarodnikowe zaokrąglone z szybko opadającą, zredukowaną zawijką.

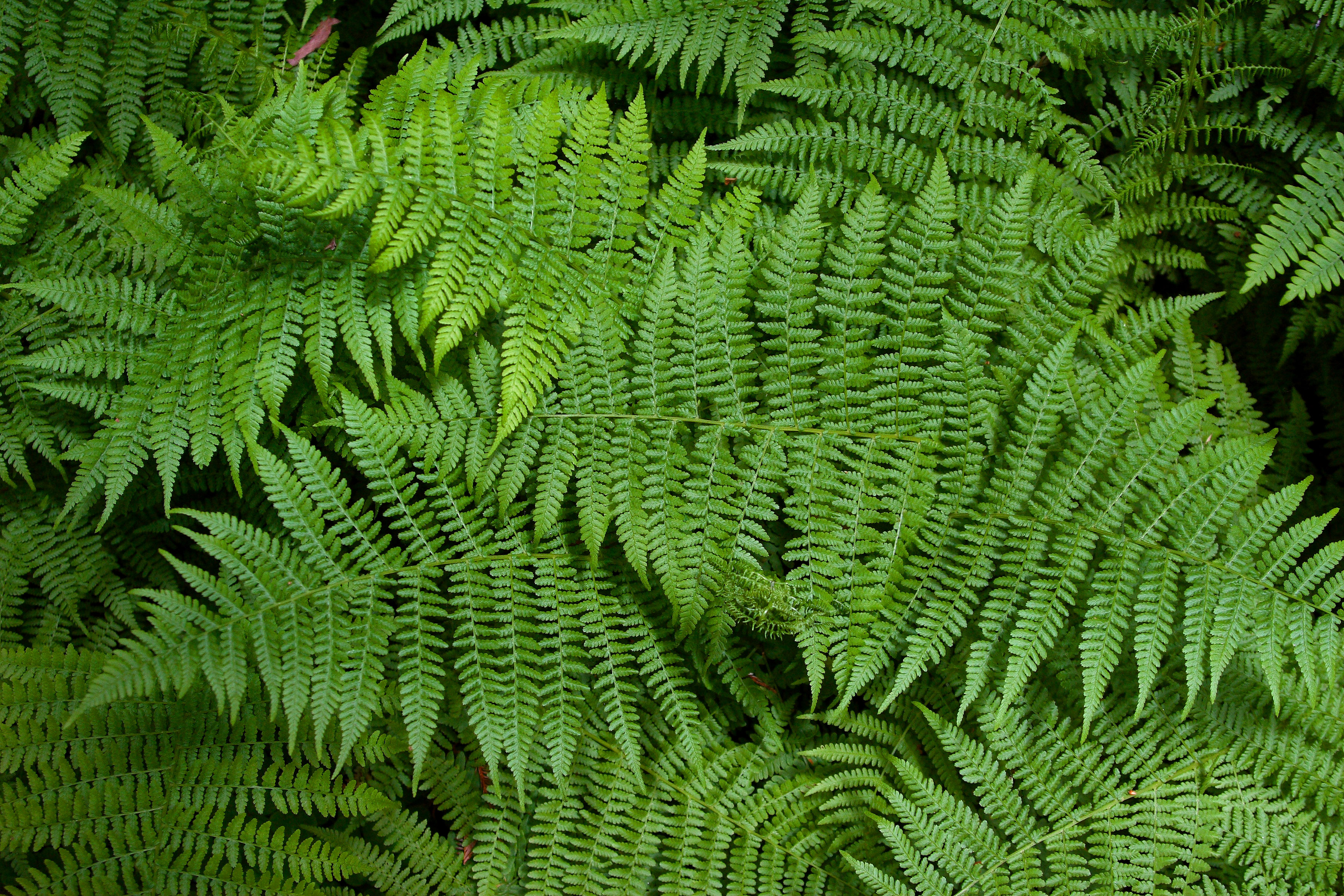
Liście
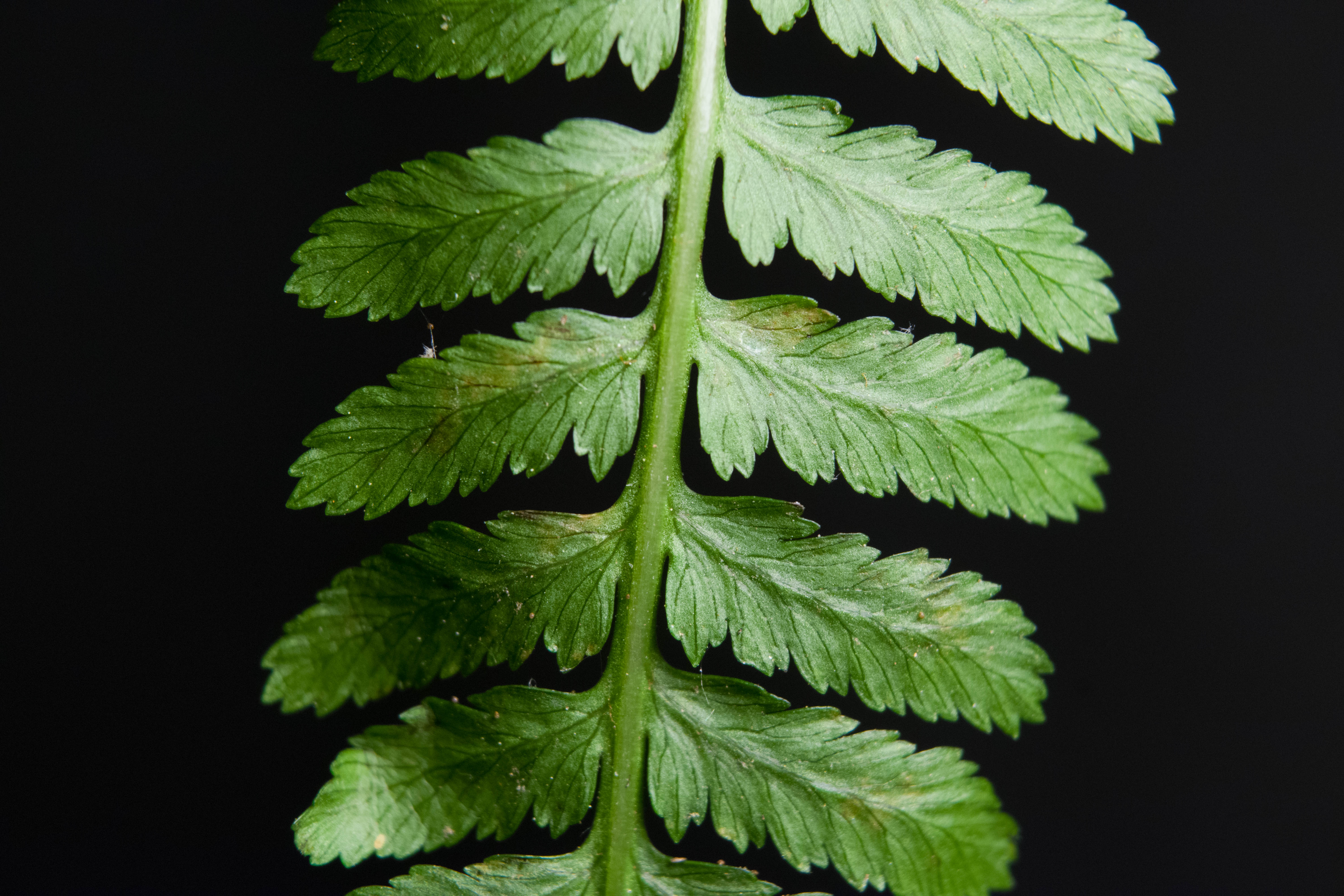
Odcinki liścia
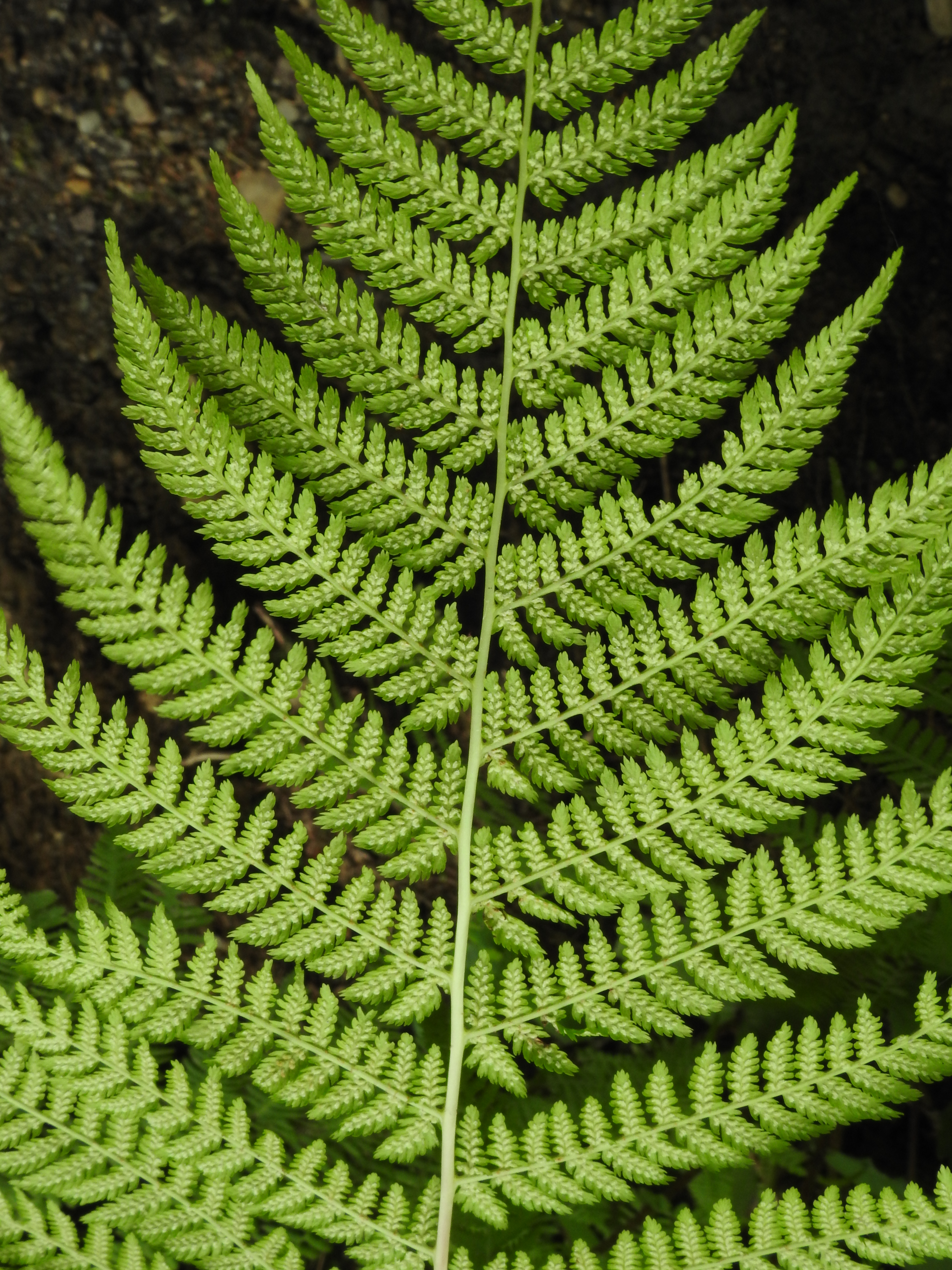
Liść od spodu z kupkami zarodni
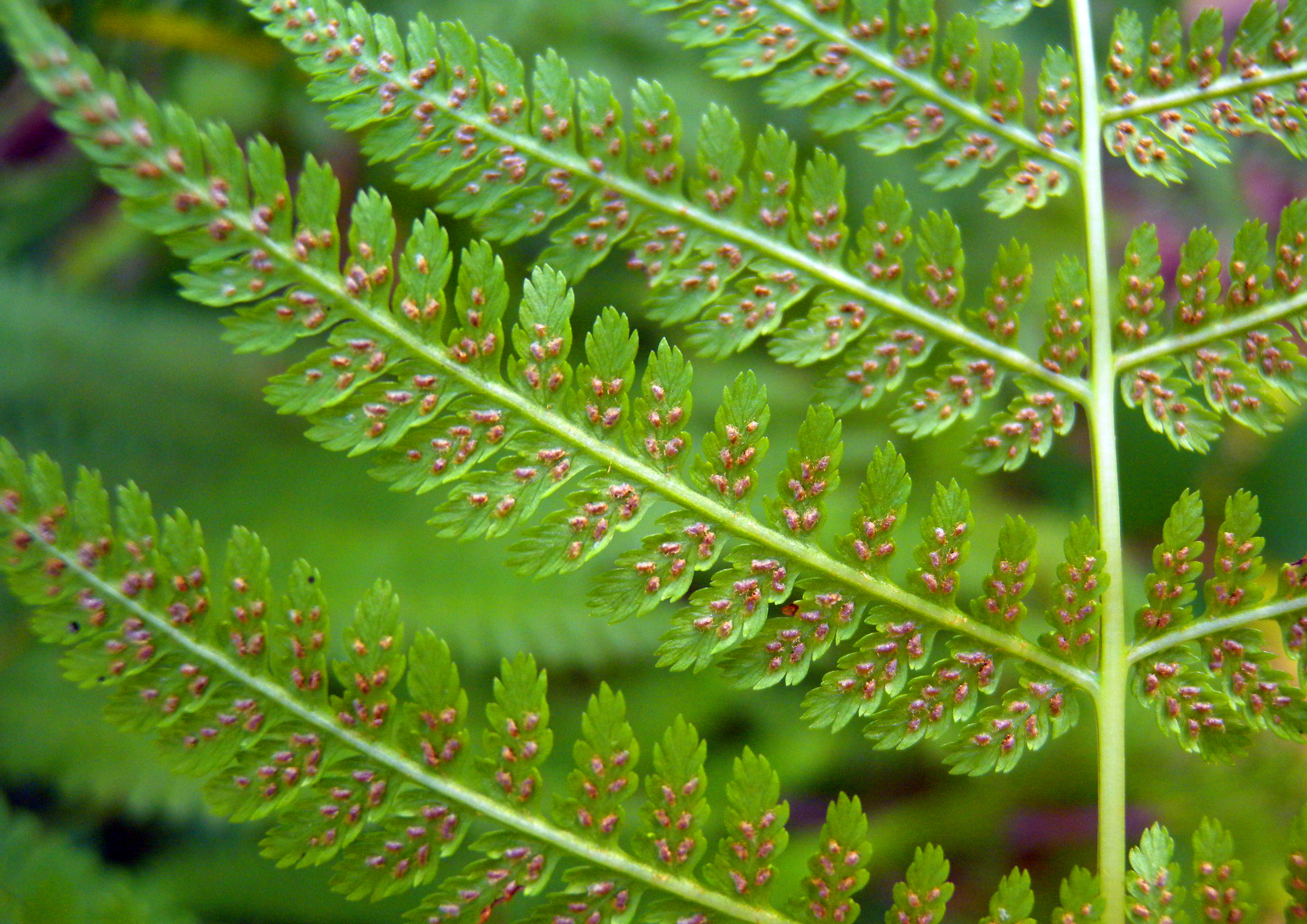
Podłużne kupki zarodni

## Biologia i ekologia
Rośnie w wilgotnych i cienistych lasach. Wymaga gleb kwaśnych i wilgotnych, o małej zawartości wapnia.